# Pendragon
Pendragon là bộ truyện giả tưởng gồm 10 tập của nhà văn D. J. MacHale, với nhận vật chính là Bobby Pendragon, và hai người bạn thân nhất là Mark Dimond và Courtney Chetwynde, có sứ mệnh cứu vũ trụ gọi là Halla. Mỗi tập truyện là một chuyến phiêu lưu đến từng lãnh địa trong Halla. Bộ truyện gồm 10 tập, tập thứ 10 và cuối cùng là The Soldiers of Halla, phát hành năm 2009. Tập đầu tiên phát hành vào năm 2002, hiện nay Việt Nam đã dịch được 9 tập với tựa đề là: The Merchant of Dead - Con buôn tử thần, The Lost City of Faar - Faar-Thành phố mất tích, The Never War - Cuộc chiến bất thành, The Reality Bug - Thế giới ảo, Black Water - Nước đen, The Rivers of Zadaa - Những dòng sông Zadaa, The Quillan Game - Đặt cược sinh mạng, The Pilgrims of Rayne - Ly hương tìm quá khứ, Raven Rise - Quạ đen trỗi dậy.

### Khái quát cốt truyện
Bắt đầu từ cậu bé Robert "Bobby" Pendragon với cuộc sống bình thường ở Stony Brook, trong thành phố New York. Cậu tham gia trong đội bóng rổ của trường trung học. Một ngày nọ, trước khi cậu đấu một trận bóng rổ quan trọng thì người cậu kì lạ luôn đem tới cho Bobby những bất ngờ tên Press Tilton đến gặp và nói cần giúp và cậu ta không thể từ chối. Bobby cùng cậu của mình đến trạm xe lửa của một thành phố đã bỏ hoang. Trên đường Bobby đã gặp phải Saint Dane, một lữ khách độc ác luôn muốn hủy hoại Halla và tìm cách phá hủy từng lãnh địa. Sau đó, nhờ có cậu Press cả hai đã thoát khỏi tên Saint Dane và đến Denduron. Bobby kinh hoàng nhận ra rằng cuộc sống và con người trong vũ trụ khác xa như nó từng nghĩ. Thế là cuộc phiêu lưu để bảo vệ Halla khỏi tay tên Saint Dane bắt đầu.

### Các nhân vật chính
- Robert "Bobby" Pendragon: Một cậu bé 14 tuổi (ở tập 1) như bao cậu bé khác. Một buổi tối, sau khi đi theo cậu Press rồi tới lãnh địa Denduron, cậu đã phát hiện ra thân phận của mình là một Lữ khách phải chiến đấu để bảo vệ Halla khỏi bàn tay ác quỷ của Saint Dane. Sau này, cậu được coi là Thủ lĩnh Lữ khách, người đứng đầu trong cuộc chiến chống lại Saint Dane, tuy cũng có cái nhút nhát của độ tuổi, những suy nghĩ hồn nhiên nhưng khi vào cuộc, nhưng cậu thường là người đưa ra những quyết định đầy sáng tạo và sáng suốt (nhưng đôi khi khá đơn giản). Sở thích của cậu là được ăn món khoai tây chiên ở cửa hàng Thảo Cầm Viên tại quê hương cậu, Trái Đất Thứ Hai.
- Mark Dimond: Bạn thân nhất của Bobby, rất thông minh. Bobby chơi thân với cậu từ nhỏ. Ở tập 7, bố mẹ cậu chết. Cậu bị Saint Dane dụ dỗ đi cùng hắn, tạo nên công ty DADO.
- Courtney Chetwynde: Bạn của Bobby và Mark, tính cách mạnh mẽ. Ở tập 6, cô bị Saint Dane lừa, gây tai nạn, suýt chết. Tập 7, cô được Mark trao nhẫn Phụ tá và đi cùng Bobby.

### Các lãnh địa
- Denduron
- Cloral
- Trái Đất Thứ Nhất - First Earth
- Trái Đất Thứ Hai - Second Earth
- Trái Đất Thứ Ba - Third Earth
- Veelox
- Eelong
- Zadaa
- Quillan
- Ibara

### Các lữ khách
- Denduron: Alder
- Cloral: Vo Spader
- Trái Đất Thứ Nhất - First Earth: Vincent "Gunny" Van Dyke
- Trái Đất Thứ Hai - Second Earth: Bobby Pendragon
- Trái Đất Thứ Ba - Third Earth: Patrick Mac
- Veelox: Aja Killian
- Eelong: Kasha
- Zadaa: Loor
- Quillan: Elli Winter
- Ibara: Siry Remudi

## Kết quả
- Tại Denduron lữ khách thắng.
- Tại Cloral lữ khách thắng.
- Tại First Earth lữ khách thắng.
- Tại Veelox lữ khách thua.
- Tại Eelong lữ khách thắng nhưng ống dẫn đã bị phá hủy. Lữ khách Kasha chết.
- Tại Zadaa lữ khách thắng.
- Tại Quillan lữ khách thua, Nevva Winter phản bội nên mẹ cô thay thế cô làm lữ khách ở Quillan.
- Tại Ibara lữ khách thắng nhưng ống dẫn bị phá hủy. Các lữ khách buộc phải xáo trộn các lãnh địa.
- Tại Second Earth lữ khách thảm bại.
- Tại Third Earth...